# Премія Сікстена Геймана

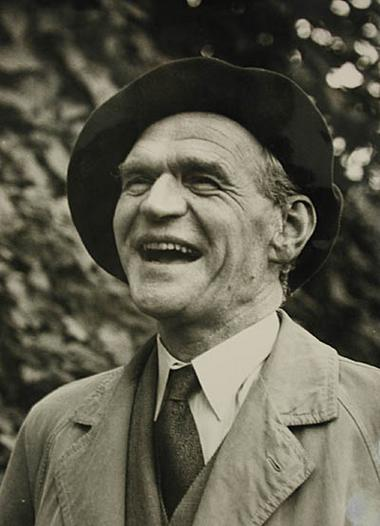
Улле Гедберг, лауреат 1938 року

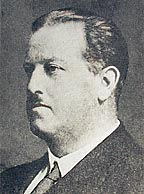
Леннарт фон Пост, лауреат 1941 року

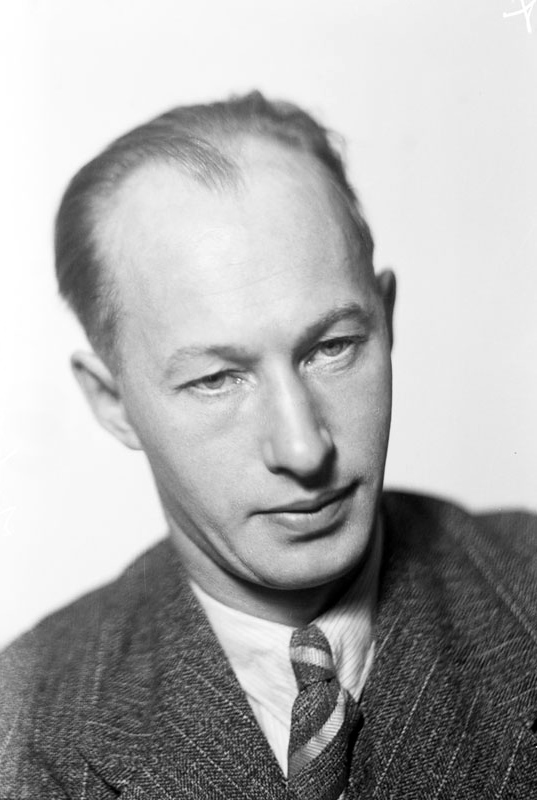
Ейвінд Юнсон, лауреат 1944 року

Пре́мія Сі́кстена Ге́́ймана (швед. Sixten Heymans pris) — це шведська літературна й наукова нагорода, яку що три роки журі від одного з факультетів Гетеборзького університету присуджує поперемінно то шведським письменникам, то шведським науковцям — представникам «природничих наук, передусім астрономії, геології й хімії, за відкриття або значну роботу в цих галузях». Грошовий еквівалент премії, заснованої 1938 року, становить 275 000 шведських крон (2010). Премію названо на честь жителя Гетеборга — Сікстена Геймана, який у 1920-х роках пожертвував на неї гроші. 2013 року журі складалося із співробітників гуманітарного факультету.

## Лауреати
- 1938 — Улле Гедберг
- 1941 — Леннарт фон Пост
- 1944 — Ейвінд Юнсон
- 1947 — Бер'є Кулленберг
- 1950 — Таґе Аурелль
- 1953 — Інґве Еман
- 1956 — Педер Шеґрен
- 1959 — Єокер Порат
- 1962 — Оке Вассінґ
- 1965 — Ейнар Стиенгаґен
- 1968 — Біргітта Троціґ
- 1971 — Кай Сігбан
- 1974 — Свен Дельбланк
- 1977 — Улоф Рюдбек
- 1980 — Ганс О. Ґранлід
- 1983 — Франс Вікман
- 1986 — Сун Акселссон
- 1989 — Бу Ґ. Мальмстрем
- 1992 — Керстін Екман
- 1995 — Бенґт Ґустафссон
- 1998 — Сара Лідман
- 2001 — Крістіна Муберг
- 2004 — Пер Ґуннар Евандер
- 2007 — Марек Абрамович
- 2010 — Клас Естерґрен
- 2013 — Ерік Стуркелль[2]

## Лінки
- Сайт Гетеборзького університету